# Округ Милс (Ајова)
Округ Милс (енгл. Mills County) је округ у америчкој савезној држави Ајова.

## Демографија
По попису из 2010. године број становника је 15.059, што је 512 (3,5%) становника више него 2000. године.
| Група             | 2000.          | 2010.          |
| Белци             | 14.134 (97,2%) | 14.390 (95,6%) |
| Афроамериканци    | 41 (0,3%)      | 57 (0,4%)      |
| Азијати           | 42 (0,3%)      | 55 (0,4%)      |
| Хиспаноамериканци | 179 (1,2%)     | 359 (2,4%)     |
| Укупно            | 14.547         | 15.059         |